# Alice Wiblé
Alice Wiblé (Genève, 31 mei 1895 - Chêne-Bougeries, 23 juni 1967) was een Zwitserse letterkundige, feministe en redactrice.

## Biografie
Alice Wiblé was een dochter van John Gaillard, een geestelijke en professor theologie aan de Universiteit van Genève, en van Nelly Marie Lamarche. In 1921 huwde ze Robert Wiblé, een leraar aan het Calvijncollege. Na haar schooltijd aan dat college studeerde ze letteren aan de Universiteit van Genève, waar ze in 1931 een doctoraat behaalde met het proefschrift Le latin et l'éducation des jeunes filles. Ze kwam op voor de rechten van vrouwen in Zwitserland en steunde in het bijzonder de eis van de invoering van het vrouwenstemrecht in Zwitserland. Van 1946 tot 1961 was ze hoofdredactrice van het blad Le Mouvement féministe, als opvolgster van de in 1946 overleden Émilie Gourd.

## Werken
- (fr)  Le latin et l'éducation des jeunes filles, 1931 (doctoraal proefschrift).

- Gemeinsame Normdatei: 1062530284
- Historisch woordenboek van Zwitserland: 013863
- Virtual International Authority File: 311726363